# Август Ламберт
Август Ламберт (нім. August Lambert; 18 лютого 1916, Грос-Умштадт — 17 квітня 1945, Каменц) — німецький льотчик-ас штурмової авіації, оберлейтенант люфтваффе (1945). Кавалер Лицарського хреста Залізного хреста.

## Біографія
Після закінчення авіаційного училища направлений в штурмову авіацію. В складі 2-ї групи 1-ї ескадри пікіруючих бомбардувальників брав участь у Німецько-радянській війні; літав на FW.190A. В жовтні 1942 року переведений на 5-у ескадрилью 2-ї штурмової ескадри. Учасник боїв у Криму і на Керченському півострові, особливо відзначився під час бойових дій у районі Севастополя. З листопада 1943 по 1944 рік збив 84 радянські літаки, в тому числі 70 протягом 3 тижнів у квітні 1944 року (причому тричі протягом одного дня збивав 12, 14 і 17 літаків). З травня 1944 року — інструктор 151-ї ескадри підтримки сухопутних військ. Весною 1945 року призначений командиром 8-ї ескадрильї 77-ї ескадри підтримки сухопутних військ. Загинув у бою з американськими літаками.
Всього за час бойових дій здійснив 350 бойових вильотів і збив 116 літаків. Ламберт став найрезультативнішим льотчиком штурмової авіації.

## Нагороди
- Нагрудний знак пілота
- Хрест Воєнних заслуг 2-го класу (19 грудня 1940)
- Залізний хрест
  - 2-го класу (6 червня 1943)
  - 1-го класу (14 серпня 1943)
- Авіаційна планка штурмовика
  - в бронзі та сріблі (8 липня 1943) — отримав 2 нагороди одночасно.
  - в золоті (6 серпня 1943)
- Почесний Кубок Люфтваффе (17 грудня 1943)
- 4 рази відзначений у Вермахтберіхт (12 квітня, 18 квітня, 5 травня і 8 травня 1944)
- Лицарський хрест Залізного хреста (14 травня 1944) — за 90 перемог.
- Німецький хрест в золоті (13 червня 1944)

Посмертно був представлений до нагородження Лицарським хрестом Залізного хреста з дубовим листям, але до кінця війни документи оформлені не були.